# Yuka Tsuji
Pour les articles homonymes, voir Tsuji.
Yuka Tsuji (辻結花, Tsuji Yuka), née le 11 décembre 1974 à Osaka dans la Préfecture d'Osaka au Japon, est une pratiquante japonaise d'arts martiaux mixtes (MMA).

## Parcours en MMA

### Distinctions
- Smackgirl
  - Vainqueur de la Coupe du Japon Smackgirl des poids moyens (le 29 décembre 2002 face à Mari Kaneko).
  - Championne Smackgirl des poids légers (le 28 juin 2005 face à Hisae Watanabe, 5 défenses face à Maiko Ohkada, Cami Hostetler, Tomomi Sunaba, Thricia Poovey et Seo Hee Ham).
- Valkyrie
  - Championne Valkyrie des poids plumes (du 25 avril 2009 face à Kate Martinez au 11 février 2010 face à Mei Yamaguchi).

## Palmarès en MMA
| 27 combats     | 24 victoires | 3 défaites |
| Par KO         | 2            | 0          |
| Par soumission | 16           | 3          |
| Sur décision   | 6            | 0          |

| Résultat | Record | Adversaire           | Méthode                              | Événement                                  | Date               | Round | Temps | Lieu         | Notes                                                       |
| -------- | ------ | -------------------- | ------------------------------------ | ------------------------------------------ | ------------------ | ----- | ----- | ------------ | ----------------------------------------------------------- |
| Victoire | 24-3   | Hyo Kyung Song       | Soumission technique (clé de bras)   | Deep: Osaka Impact 2012                    | 29 septembre 2012  | 1     | 1:27  | Osaka, Japon |                                                             |
| Défaite  | 23-3   | Ayaka Hamasaki       | Soumission (kimura)                  | Jewels 19th Ring                           | 26 mai 2012        | 1     | 3:41  | Osaka, Japon | Pour le titre Jewels Queen des poids légers 115 lb (52 kg). |
| Victoire | 23-2   | Saori Ishioka        | Décision unanime                     | Jewels 15th Ring                           | 9 juillet 2011     | 2     | 5:00  | Tokyo, Japon |                                                             |
| Défaite  | 22-2   | Mei Yamaguchi        | Soumission (étranglement arrière)    | Valkyrie 04                                | 11 février 2010    | 1     | 1:16  | Tokyo, Japon | Perd le titre Valkyrie des poids plumes.                    |
| Victoire | 22-1   | Kate Martinez        | Soumission (clé de bras)             | Valkyrie 02                                | 25 avril 2009      | 1     | 4:20  | Tokyo, Japon | Remporte le titre inaugural Valkyrie des poids plumes.      |
| Victoire | 21-1   | Mei Yamaguchi        | Décision unanime                     | Valkyrie 01                                | 8 novembre 2008    | 3     | 3:00  | Tokyo, Japon |                                                             |
| Victoire | 20-1   | Seo Hee Ham          | Décision unanime                     | Smackgirl: Starting Over                   | 26 décembre 2007   | 3     | 5:00  | Tokyo, Japon | Défend le titre Smackgirl poids légers.                     |
| Victoire | 19-1   | Ana Michelle Tavares | TKO (coups de poing)                 | Smackgirl: Queens' Hottest Summer          | 6 septembre 2007   | 1     | 4:47  | Tokyo, Japon |                                                             |
| Victoire | 18-1   | Thricia Poovey       | TKO (coups de poing)                 | Smackgirl: The Dance of the Taisho Romance | 28 avril 2007      | 1     | 4:10  | Osaka, Japon | Défend le titre Smackgirl poids légers.                     |
| Victoire | 17-1   | Tomomi Sunaba        | Soumission (étranglement arrière)    | Smackgirl: Top Girl Battle                 | 30 juin 2006       | 1     | 4:19  | Tokyo, Japon | Défend le titre Smackgirl poids légers.                     |
| Victoire | 16-1   | Cami Hostetler       | Soumission (clé de bras)             | Smackgirl: Queen's Triumphant Return       | 22 avril 2006      | 2     | 4:19  | Osaka, Japon | Défend le titre Smackgirl poids légers.                     |
| Victoire | 15-1   | Miyuki Ariga         | Soumission (clé de cheville)         | MARS                                       | 4 février 2006     | 2     | 1:44  | Tokyo, Japon |                                                             |
| Victoire | 14-1   | Maiko Ohkada         | Soumission (clé de bras)             | Smackgirl: Dynamic!!                       | 17 août 2005       | 2     | 2:10  | Tokyo, Japon | Défend le titre Smackgirl poids légers.                     |
| Victoire | 13-1   | Hisae Watanabe       | Soumission (clé de bras)             | Smackgirl: Road to Dynamic!!               | 28 juin 2005       | 1     | 3:51  | Tokyo, Japon | Remporte le championnat Smackgirl poids légers.             |
| Victoire | 12-1   | Erica Montoya        | Soumission (clé de bras)             | Smackgirl: Holy Land Triumphal Return      | 5 août 2004        | 3     | 4:00  | Tokyo, Japon |                                                             |
| Victoire | 11-1   | Chiaki Kawabita      | Soumission (clé de bras)             | Smackgirl: Go West                         | 9 juin 2004        | 2     | 1:19  | Osaka, Japon |                                                             |
| Victoire | 10-1   | Yumiko Inoue         | Soumission (clé de genou)            | Smackgirl: F8                              | 16 mai 2004        | 1     | 2:20  | Tokyo, Japon |                                                             |
| Victoire | 9-1    | Kaliopi Yeitsuidou   | Décision unanime                     | Inoki Bom-Ba-Ye 2003                       | 31 décembre 2003   | 3     | 5:00  | Kobe, Japon  |                                                             |
| Défaite  | 8-1    | Ana Michelle Tavares | Soumission (clé de bras en triangle) | Deep: 11th Impact                          | 13 juillet 2003    | 1     | 3:55  | Osaka, Japon |                                                             |
| Victoire | 8-0    | Tomomi Sunaba        | Soumission technique (clé de bras)   | Smackgirl: Third Season 2                  | 2 avril 2003       | 1     | 4:37  | Tokyo, Japon |                                                             |
| Victoire | 7-0    | Mari Kaneko          | Décision unanime                     | Smackgirl: Japon Cup 2002 Grand Final      | 29 décembre 2002   | 3     | 5:00  | Tokyo, Japon | Remporte la coupe du Japon 2002 des poids moyens.           |
| Victoire | 6-0    | Yumiko Sugimoto      | Soumission (clé de bras)             | Smackgirl: Japon Cup 2002 Episode 2        | 9 novembre 2002    | 1     | 4:13  | Tokyo, Japon |                                                             |
| Victoire | 5-0    | Eri Takahashi        | Soumission (clé de bras)             | Smackgirl: Japon Cup 2002 Opening Round    | 5 octobre 2002     | 1     | 2:01  | Tokyo, Japon |                                                             |
| Victoire | 4-0    | Noriko Tsunoda       | Soumission (clé de bras)             | Smackgirl: Dynamic                         | 1er septembre 2002 | 1     | 1:12  | Tokyo, Japon |                                                             |
| Victoire | 3-0    | Izumi Noguchi        | Décision partagée                    | AX: Vol. 3                                 | 4 mai 2002         | 3     | 5:00  | Tokyo, Japon |                                                             |
| Victoire | 2-0    | Hiromi Oka           | Soumission (étranglement arrière)    | Smackgirl: Royal Smack 2002                | 7 avril 2002       | 1     | 3:43  | Tokyo, Japon |                                                             |
| Victoire | 1-0    | Ikuma Hoshino        | Soumission (clé de bras)             | AX: Vol. 2: We Want To Shine               | 26 décembre 2001   | 3     | 3:37  | Tokyo, Japon |                                                             |